# Gitanas Nausėda
Gitanas Nausėda (Klaipėda, 19 maggio 1964) è un economista e politico lituano.
È Presidente della Lituania dal 12 luglio 2019. Il 26 maggio 2024 è stato rieletto per un secondo mandato.

## Biografia

### Studi
Gitanas Nausėda ha studiato alla facoltà di economia industriale dell'Università di Vilnius dal 1982 al 1987, per poi completare gli studi universitari nella facoltà di scienze economiche fino al 1989. Dal 1990 al 1992 ha insegnato all'Università di Mannheim, in Germania, grazie ad una borsa del DAAD, prima di sostenere la sua tesi di dottorato riguardante «la politica dei redditi sotto inflazione e stagflazione» nel 1993.
Dal 2009 è professore associato presso la Vilnius University Business School.

### Carriera professionale
Ha cominciato la sua carriera professionale lavorando tra il 1992 e il 1993 presso l'Istituto di ricerca sull'economia e la privatizzazione. È poi entrato nel Consiglio della concorrenza lituano, dove per un anno è stato a capo del dipartimento per i mercati finanziari.
Dal 1994 al 2000 ha lavorato presso la Banca di Lituania, prima nel dipartimento per la regolamentazione delle banche commerciali, poi, dal 1996, come direttore di quello per la politica monetaria, infine, dal 1998, nel Consiglio direttivo. Dal 2000 al 2008 è stato capo economista e consigliere del presidente della banca AB Vilniaus Bankas; successivamente ha ottenuto l'incarico di analista finanziario e poi di capo economista nella SEB bankas fino al 2018.

### Carriera politica
Nel 2004 ha sostenuto campagna elettorale del presidente Valdas Adamkus, di cui è stato consigliere durante il secondo mandato presidenziale.

## Presidente della Lituania (2019- )

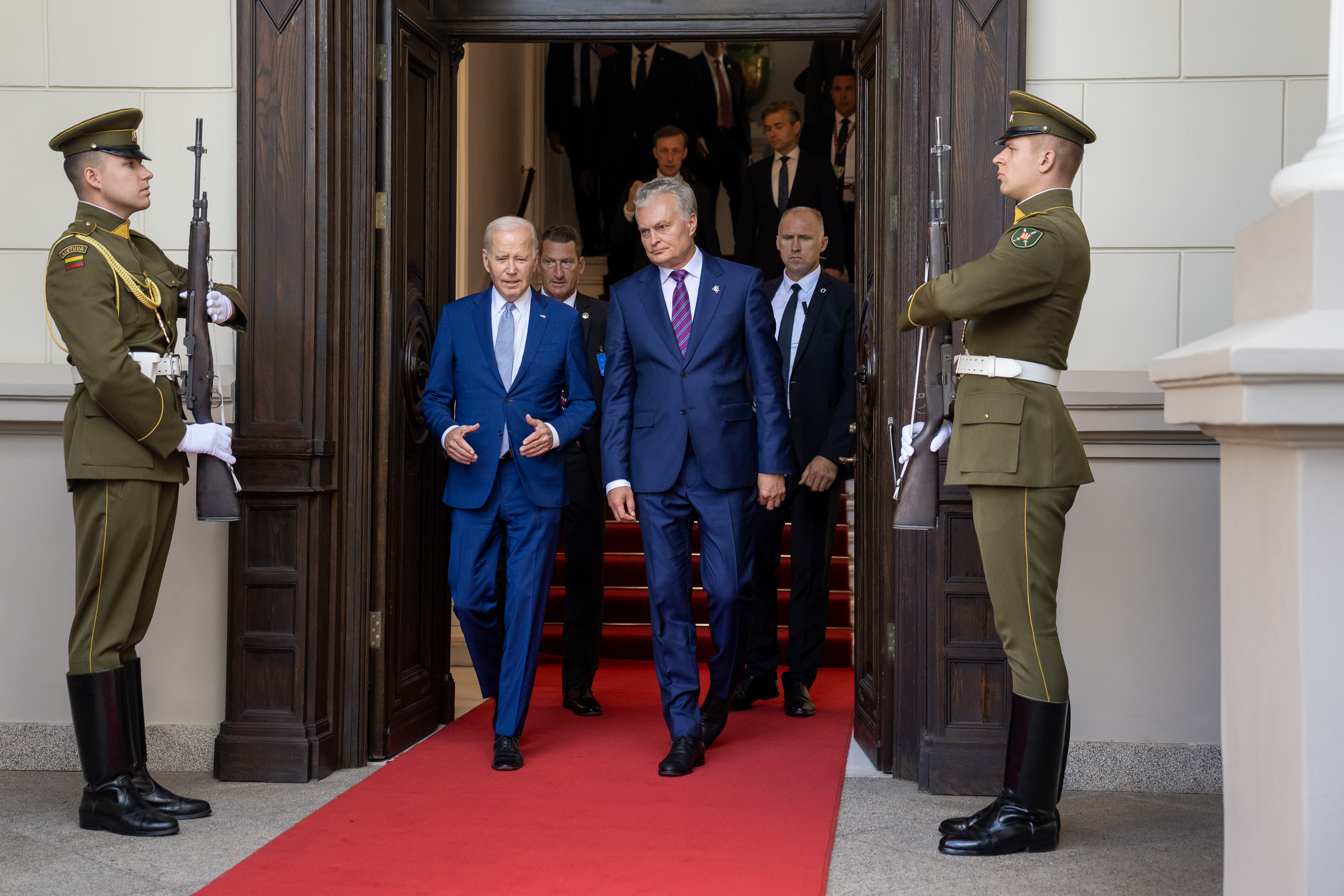
Gitanas Nausėda incontra il Presidente USA Joe Biden durante il summit di Vilnius del 2023

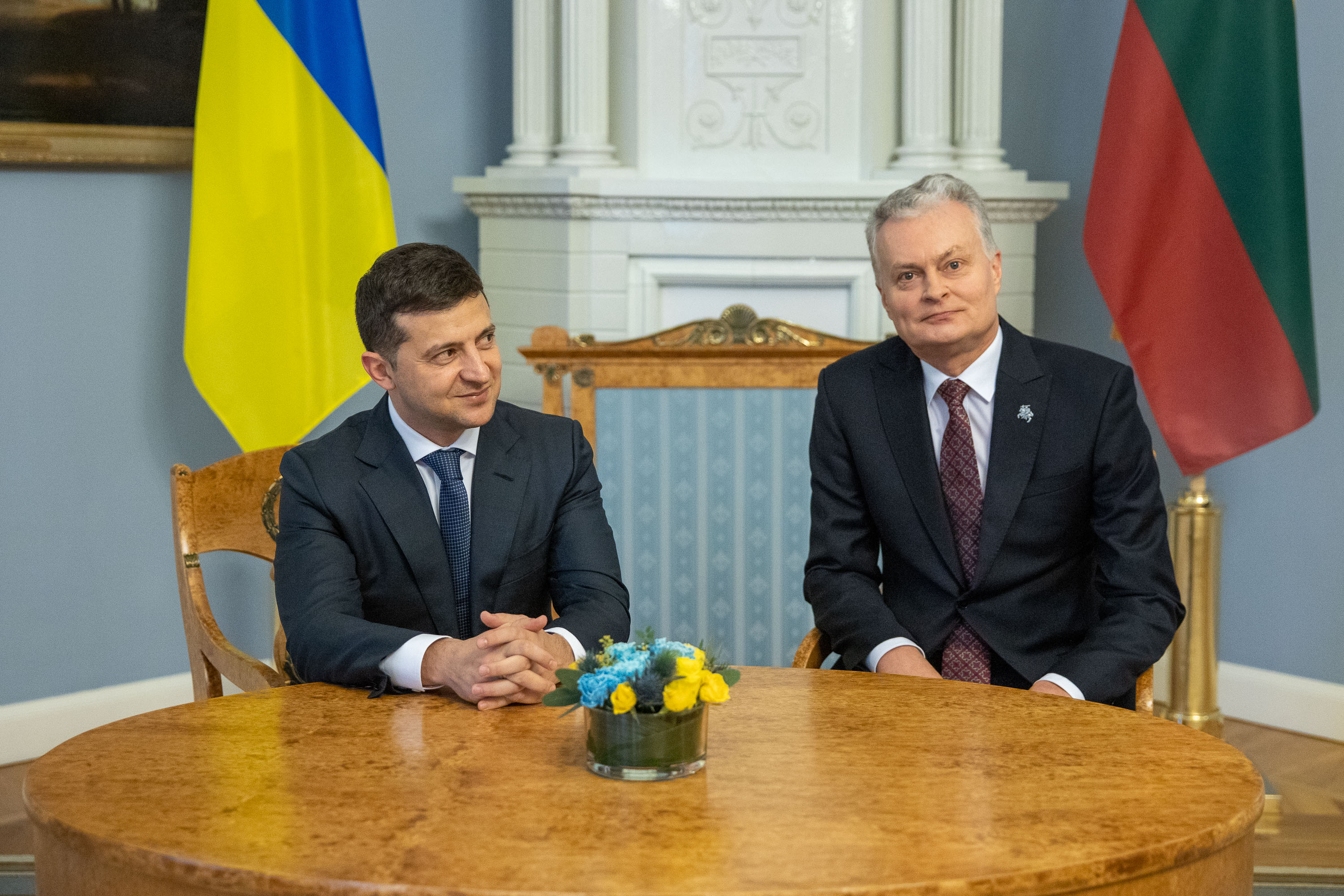
L'incontro tra Gitanas Nausėda e il Ptresidente dell'Ucraina Volodymyr Zelenskyy a Vilnius nel novembre 2019

Il 17 settembre 2018 ha annunciato la sua candidatura alle elezioni presidenziali in Lituania del 2019. Nel corso della campagna elettorale ha dichiarato di voler contrastare la corruzione e il potere delle élite; sul piano della politica estera sostiene che sia necessaria una maggiore presenza militare della NATO e degli Stati Uniti per contrastare l'influenza russa.
Con il 30,94% dei voti si è posizionato secondo nello scrutinio del primo turno, ottenendo così la possibilità di contendere il ballottaggio alla candidata Ingrida Šimonytė che aveva ottenuto più voti. Ha riportato la vittoria nel secondo turno con il 66,72% delle preferenze. Ha assunto l'incarico presidenziale il 12 luglio 2019.
Nel 2024, viene riconfermato Presidente al secondo turno delle elezioni presidenziali, ottenendo il 75% dei suffragi.

## Posizioni politiche

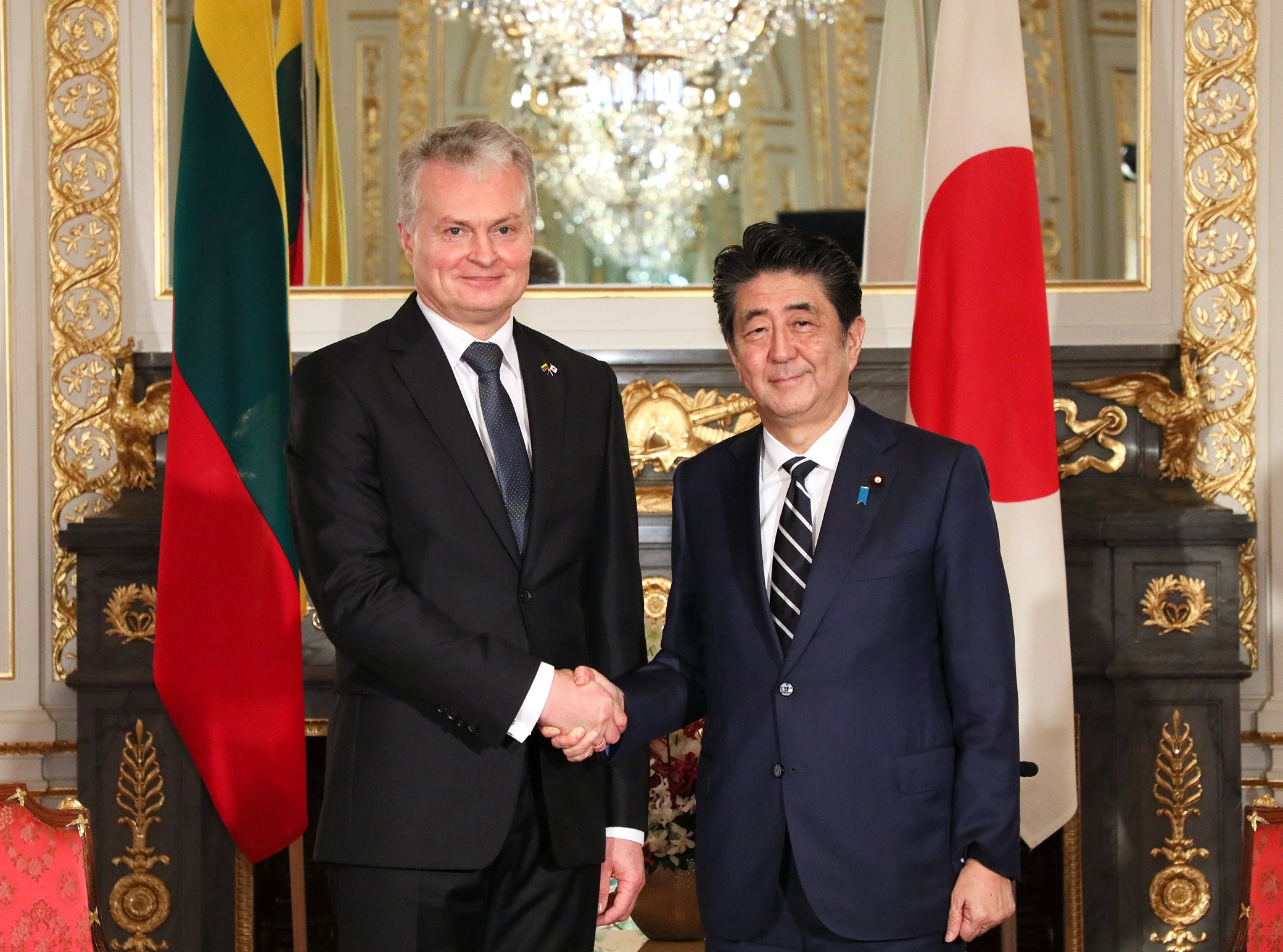
Nausėda incontra il Primo Ministro giapponese Shinzo Abe nell'ottobre 2019

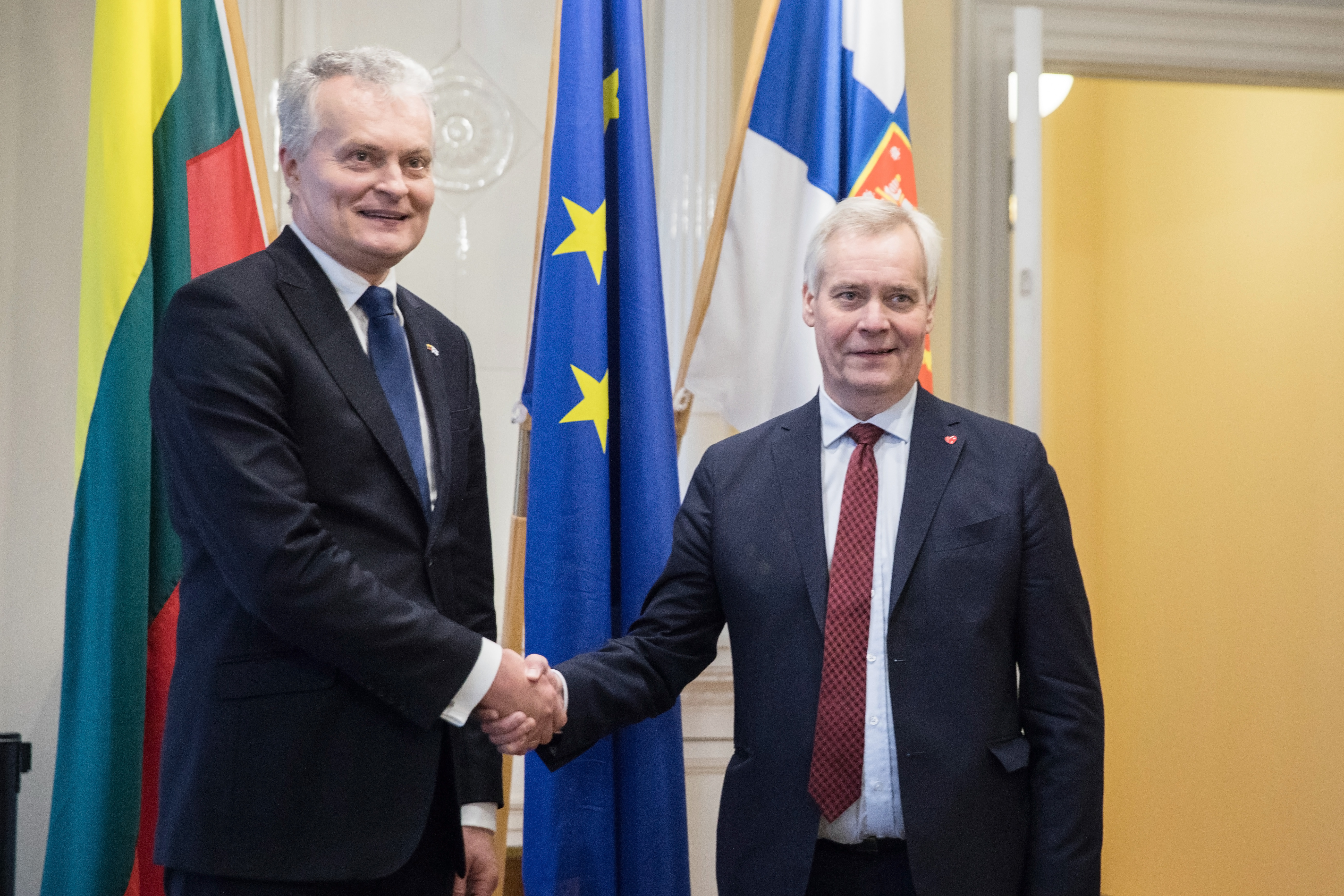
Nausėda incontra il Primo Ministro della Finlandia Antti Rinne nel novembre 2019 ad Helsinki

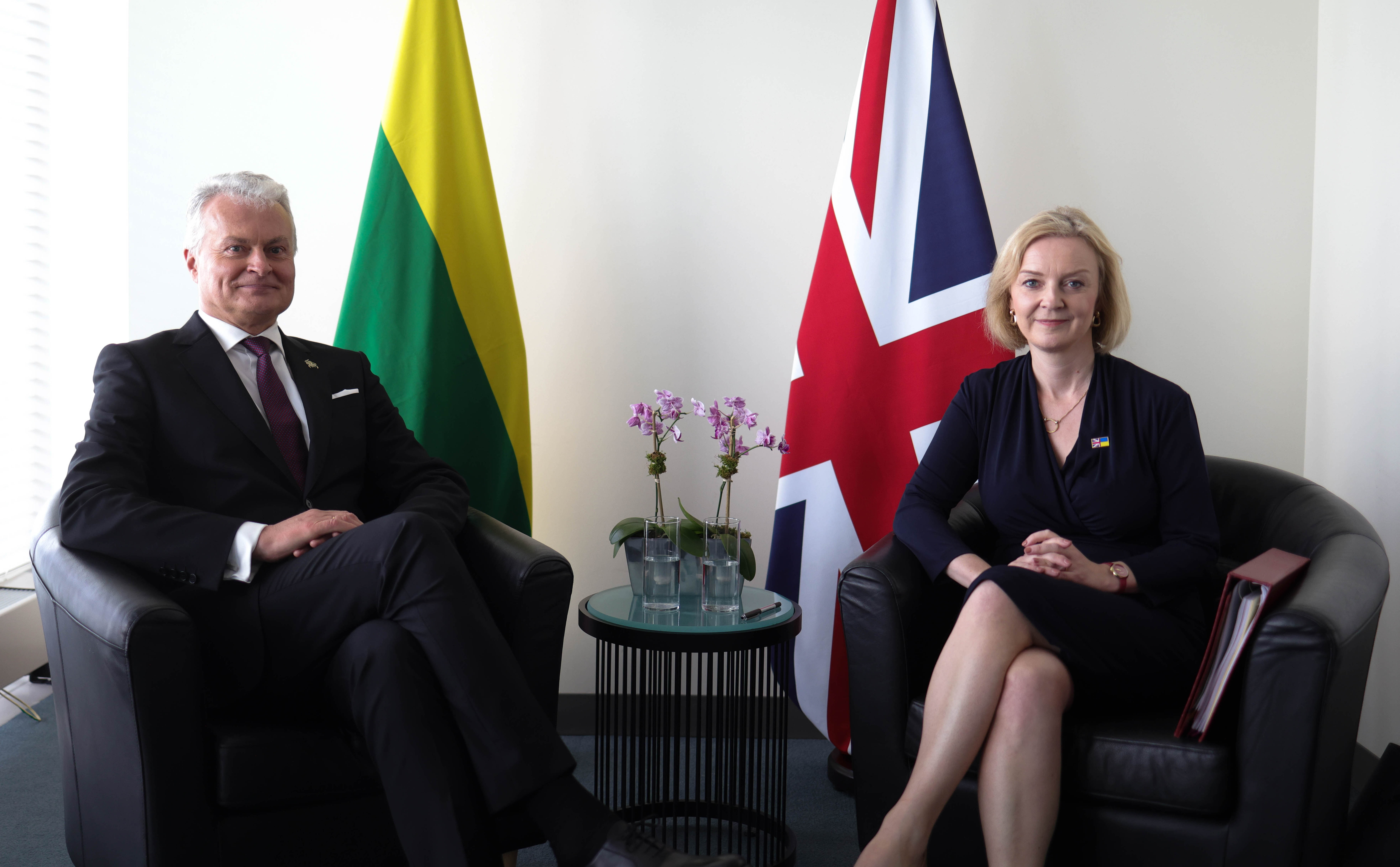
Nausėda incontra il Primo Ministro del Regno Unito Liz Truss nel settembre 2022

### Bielorussia
Nell'aprile 2020, il presidente Nausėda e il presidente bielorusso Alexander Lukashenko hanno avuto il primo tête-à-tête presidenziale delle loro nazioni in 10 anni.  A seguito della repressione del governo Lukashenko nei confronti dei manifestanti dopo le contestate elezioni presidenziali bielorusse del 2020 (ampiamente considerate non libere e ingiuste) e le conseguenti proteste, la candidata dell'opposizione bielorussa Svetlana Tikhanovskaya è fuggita in Lituania. La leadership di Nausėda durante la crisi è stata notata per aver aumentato il ruolo della Lituania tra le nazioni dell'Unione europea.  Il 12 agosto ordinò che la Lituania aprisse i suoi confini a tutti i bielorussi per scopi umanitari. Quel giorno, ha anche presentato un piano per la risoluzione della crisi, sostenuto dalla Lettonia e dalla Polonia: consisteva in tre punti che includevano la richiesta di creare un consiglio nazionale da parte del governo bielorusso e della società civile. In un'intervista a Sky News del 13 agosto, ha dichiarato che Lukashenko "non è più il leader legittimo".
Nausėda ha criticato la sicurezza della centrale nucleare di Astravets in Bielorussia. Nel maggio 2020, durante una teleconferenza con il primo ministro armeno Nikol Pashinyan, ha invitato l'Armenia a condividere la sua esperienza con la centrale nucleare armena in Bielorussia in merito alle preoccupazioni per la centrale nucleare di Astravets.
Il 23 maggio 2021, subito dopo il dirottamento del volo Ryanair 4578 in Bielorussia, in cui sono stati arrestati due giornalisti apertamente contrari al regime di Lukashenko, Nausėda ha chiesto il riconoscimento da parte dell'UE dello spazio aereo bielorusso come "non sicuro per l'aviazione civile" e l'immediato rilascio del giornalista arrestato Roman Protasevich. La sera del 23 maggio Nausėda si è assicurato il sostegno di entrambi i leader della Lettonia e dell'Estonia nel riconoscere lo spazio aereo bielorusso come non sicuro.

### Polonia
Nausėda ha compiuto molteplici sforzi per impegnarsi in migliori relazioni con la Polonia, vista come un'alleata. Il 16 luglio, quattro giorni dopo il suo insediamento, si recò a Varsavia per incontrare il presidente Andrzej Duda nella sua prima visita all'estero come presidente. Durante la visita, ci sono stati appelli per stabilire un rapporto più personale con il paese. Ha anche respinto qualsiasi tentativo da parte dei leader dell'Unione europea di sanzionare la Polonia per le sue azioni in relazione alla Corte Suprema della Polonia e al resto della magistratura del paese. Il 22 novembre, Nausėda e Duda, così come la first lady polacca Agata Kornhauser-Duda, parteciparono ai funerali di stato dei comandanti e dei partecipanti alla rivolta del 1863-1864 contro il dominio zarista a Vilnius.  Durante la sua visita a Vilnius, Duda sottolineò l'importanza dell'unità delle nazioni dell'Europa centrale per la loro indipendenza.  Nel gennaio 2020, Nausėda si è unito a Duda nel ritirarsi dal 5° Forum mondiale sull'Olocausto, criticando l'evento per aver dato spazio al presidente russo Putin che ha criticato la storia della seconda guerra mondiale della Polonia impegnandosi in una campagna revisionista storica.

### Russia
Durante un incontro a Berlino con la cancelliera tedesca Angela Merkel nell'agosto 2019, Nausėda l'ha esortata a mantenere le sanzioni contro la Russia.  In un'intervista a LRT del 14 agosto, ha ribadito le posizioni passate secondo cui un potenziale incontro con il presidente russo Vladimir Putin sarebbe "inutile" a causa del fatto che la Lituania vede "il vero pericolo" e i "rischi" di essere al confine con la Russia. 
Il 24 febbraio 2022 Nausėda ha condannato fermamente l'invasione russa dell'Ucraina del 2022 e ha chiesto pesanti sanzioni nei confronti della Russia. 
Nel marzo 2023 ha accusato la Cina di sostenere la Russia, affermando che "l'obiettivo della Cina è continuare questa guerra, renderla ancora più sanguinosa". 

### Ucraina
Nel novembre 2019, ha fatto riferimento alla formula Steinmeier suggerita dal presidente ucraino Volodymyr Zelensky come soluzione alla guerra russo-ucraina come "più redditizia per la Russia che per l'Ucraina".
Il 23 febbraio 2022, un giorno prima dell'invasione russa dell'Ucraina del 2022, il presidente Nausėda insieme al suo omologo polacco Andrzej Duda ha fatto visita a Zelensky a Kiev per esprimere solidarietà e sostegno. Durante la visita, Nausėda ha dichiarato: "Di fronte all'aggressione russa, l'Ucraina non sarà lasciata sola... Sosterremo l'Ucraina con tutti i mezzi possibili".  A seguito dell'invasione, Nausėda ha chiesto aiuti militari, economici e umanitari per l'Ucraina. 
Nell'aprile 2024, il governo lituano ha preso in considerazione la possibilità di rimpatriare in Ucraina gli uomini ucraini in età militare che vivono in Lituania per essere arruolati nell'esercito ucraino. Nausėda ha espresso sostegno per il rimpatrio degli uomini ucraini in età militare in Ucraina.

### Taiwan
Nel gennaio 2022, Nausėda ha criticato la creazione da parte del governo di un'ambasciata de facto di Taiwan con l'inclusione di "taiwanese" nel nome, un atto interpretato dalla Repubblica popolare cinese come una violazione della politica di una sola Cina e ha comportato un degrado delle relazioni politiche ed economiche.  Il presidente ha chiarito che, pur non opponendosi all'apertura dell'ambasciata, non è stato consultato sulla decisione di nomina. 

### Israele
Dopo l'attacco iraniano a Israele nell'aprile 2024, Nausėda ha criticato gli "inaccettabili doppi standard" dei Paesi europei e degli Stati Uniti per quanto riguarda gli aiuti militari all'Ucraina e a Israele, affermando che "se siamo di principio e difendiamo davvero i valori democratici, dovremmo sostenere entrambi [i Paesi], e non calcolare: diamo questo tanto all'uno e quello all'altro". 

## Vita privata
Nel 1990 ha sposato Diana Nausėdienė, con la quale ha avuto due figlie.
Oltre al lituano parla inglese, tedesco e russo.